# Izumi Kanai
Izumi Kanai (金井泉 Kanai Izumi) is een fictief persoon uit de film Battle Royale. Ze werd gespeeld door actrice Tamaki Mihara.

## Voor Battle Royale
Izumi was een leerling van de fictieve Shiroiwa Junior High School. Ze was erg rijk, maar bleef vriendelijk en normaal. Ze was erg goed in hardlopen en Yutaka Seto was stiekem verliefd op haar.

## Battle Royale
Izumi kreeg handgranaten, maar werd al erg snel vermoord. Ze was een van de mensen die al snel nadat ze de school had verlaten, met anderen naar de rots aan het water ging om Kazuo Kiriyama op te wachten. Toen hij daar aankwam, schoot hij iedereen dood, waaronder Izumi. Ze was de negende die stierf.